# 日印関係
日印関係（にちいんかんけい、ヒンディー語: भारत-जापान सम्बन्ध、英語: India–Japan relations）では、日本とインドの両国間の関係について述べる。
インド発祥の仏教は6世紀に日本に伝わった（日本の仏教）。日本は仏教を介する形でインド文化の影響を受けた。近代以前の日本とインドの間には間接的な交易関係が成立し、インドからは繊維製品など、日本からは金属などが輸出された。直接的な交流が本格化するのは近代である。第二次世界大戦中、大日本帝国陸軍はイギリス軍との戦いで、スバス・チャンドラ・ボース率いるインド国民軍とともに戦った。インドは、2005年から日本のODAの最大の受益国の一つである。インドと日本は双方の歴史における困難な時期において、お互いを支えあってきた。
両国はインドの独立後も良好な政治的関係を保っている。ソニーやトヨタ自動車、ホンダなどの日系企業はインドに製造施設を持っており、インド経済の発展により、インドは日本の企業にとって大きな市場となっている。実際、日系企業の数社はインドに投資した最初の企業であった。インドに最初に投資をした最大の日系企業はインド政府との合弁企業であり、インド最大の自動車会社であるマルチ・スズキを設立した巨大な自動車企業スズキであった。
2006年12月、マンモハン・シン首相はついに日本を訪問し、「日印戦略的グローバルパートナーシップに向けた共同声明」に調印した。日本はデリー・メトロをはじめとするインドの多くのインフラ建設計画のための資金を援助した。2006年から開始されたインド人の外国語青年招致事業の志望者は歓迎され、2006年の開始には当初1人しかなかった応募枠は2007年には41人に拡大された。2007年にはまた、海上自衛隊がインド海軍やオーストラリア、シンガポール、アメリカ合衆国とともに行ったインド洋での合同軍事演習に参加した。2007年は「日印交流年」が宣言された年でもあった。

## 近代以前の関係

### 日本と「天竺」
近代以前の日本において、インドは「天竺」の名で知られていた。ただし、中世・近世の史料に現れる「天竺」と現代のインドの領域が必ずしも一致しないことには注意を要する。
平安時代後期、日本の国家・王権が対外関係と距離を置くようになると、世界は本朝（日本）・震旦（中国）・天竺（インド）から構成されるとする仏教的な世界認識（「三国世界観」と呼ばれる）が生まれ、12世紀ごろには日本社会に定着した。三国世界観のもとでの「天竺」は多分に空想的な世界であり、また中国よりも遠くにある地域が漠然と「天竺」と呼ばれた。17世紀の地図には、インドを「南蛮」、シャム（現在のタイ）を「天竺」と記すものも存在する。

### 仏教を介した関係

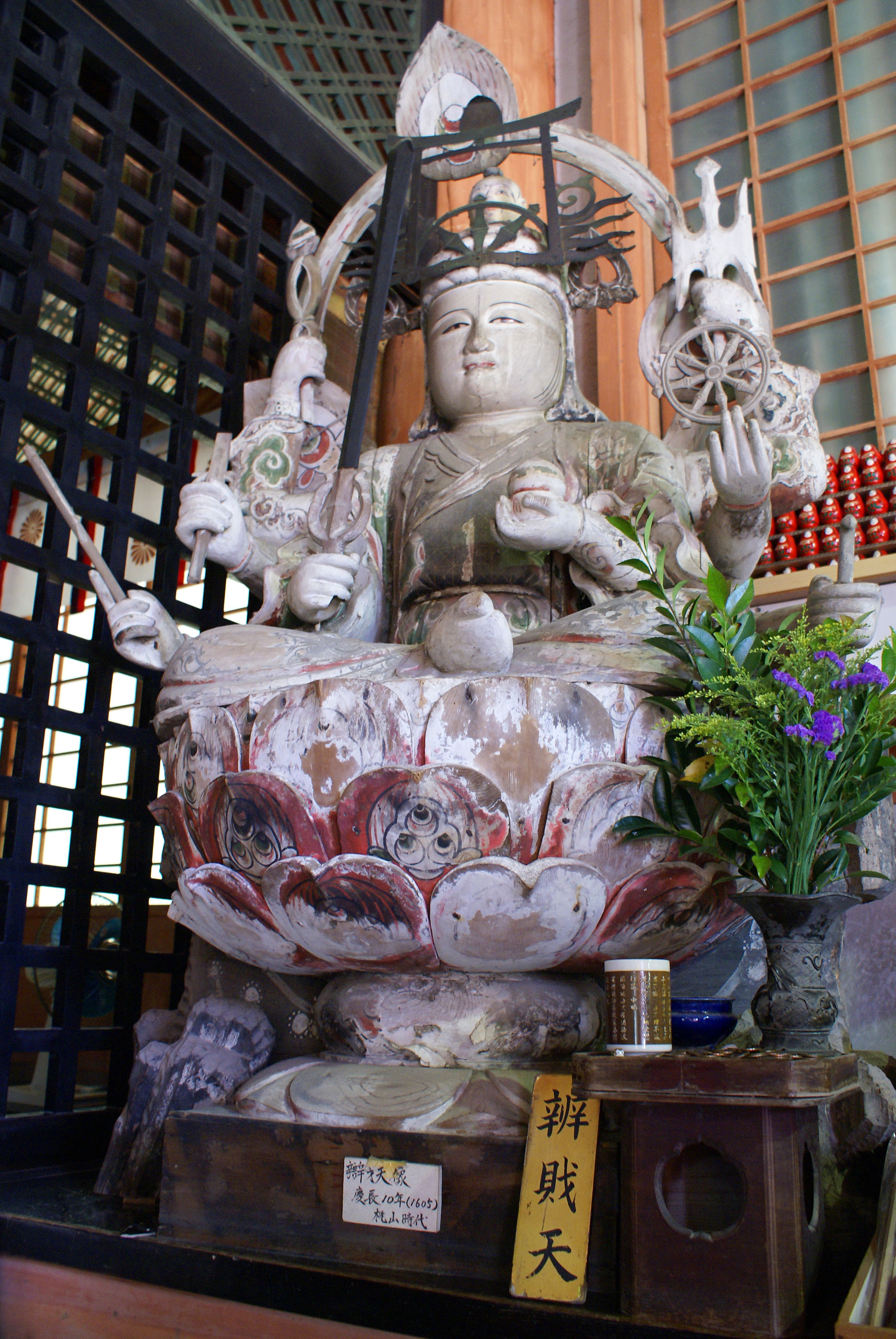
日本の七福神の一つである弁財天。弁財天は本来インドの女神サラスヴァティーのことである。

日本とインドの文化的交流は6世紀に仏教が日本に伝わったことから始まる。歴史的にはっきり確認できるインド出身の日本訪問者は、736年に来日した菩提僊那（ボーディセーナ）であり、仏教を広めるとともにさまざまな文物を伝え、日本で没した。菩提僊那は752年に東大寺の大仏の開眼供養会の導師をつとめたことで知られる。9世紀の中国（唐）の詩人・段成式による随筆『酉陽雑俎』によれば、段成式と面識のあった金剛三昧と呼ばれる日本僧は、中国から西域を経由してインドを訪れたという。9世紀後半には、僧侶であった高岳親王が中国から天竺を目指したが、その途中マレー半島付近で没したとされる。13世紀初頭の明恵は天竺訪問を強く志し、玄奘の『大唐西域記』をもとに長安から王舎城（ラージギル）までの旅行計画を立てたものの、反対を受けて果たせなかったというエピソードが知られる。

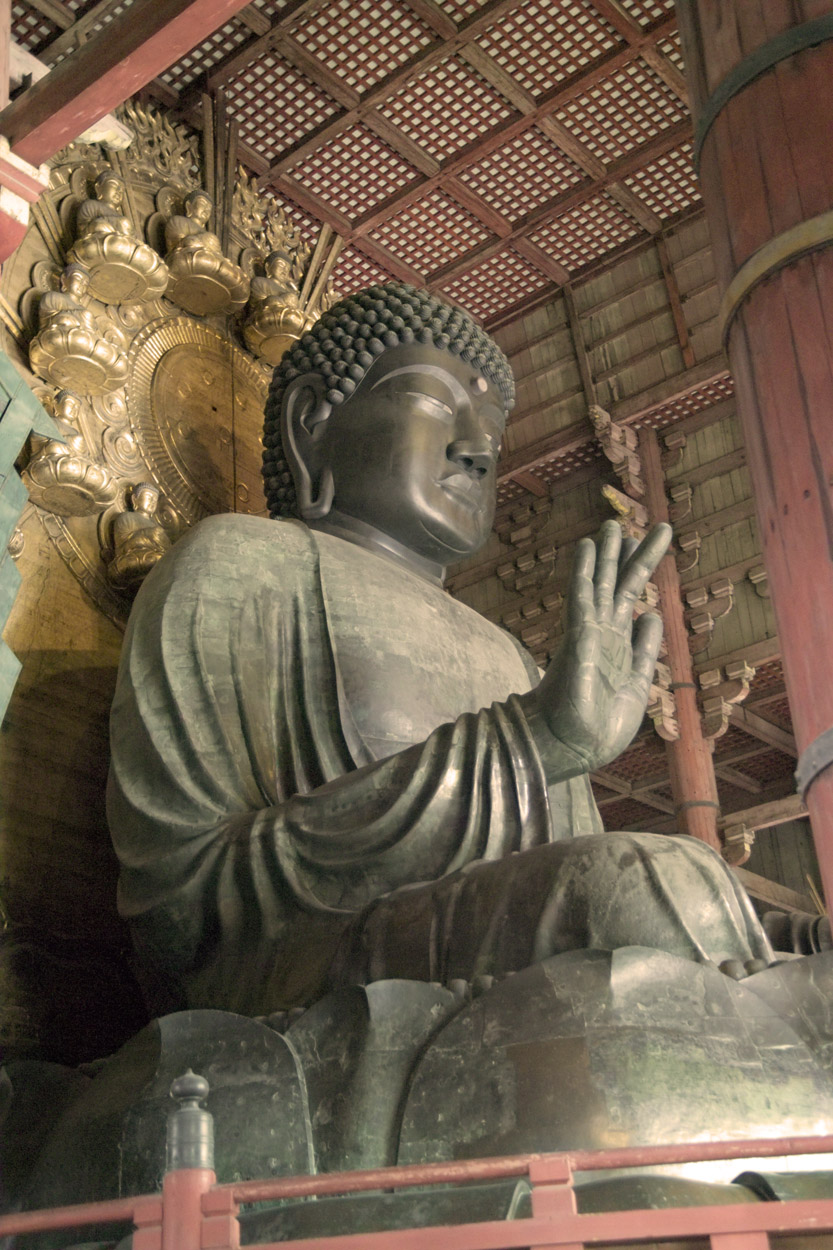
日本の東大寺の大仏は、仏教に取り入れられたインドの神格ヴィローチャナ/ヴァイローチャナ（＝毘盧遮那仏）の像である。

仏教がバラモン教（のちのヒンドゥー教）の神格を護法善神（天部）として取り入れた結果、仏教の影響を受けた日本の民間伝承や信仰はインドに由来する要素を含むこととなった。例えば、インドの女神サラスヴァティーは日本では「弁財天」として、またブラフマーは「梵天」、ヤマは「閻魔」として知られる。釈迦ゆかりの「祇園精舎」は『平家物語』の著名な冒頭にも盛り込まれ、祇園精舎の守護神と認識された「牛頭天王」を日本神話のスサノオと重ね合わせて信仰対象とする祇園信仰も生まれた。
「三昧」（サマーディ）、「業」（カルマン）、「檀那」（ダーナ）など、インドに由来する概念も多い。
インドの古典言語であるサンスクリット（梵語）や、それを表記する文字である悉曇文字（シッダマートリカー、いわゆる梵字）も、仏教を介して日本で普及した。悉曇文字は古代インドのブラーフミー文字・グプタ文字から派生した文字が仏教伝播と共に伝わったもので、日本には天平年間に伝わった。インドではサンスクリットの表記にデーヴァナーガリーが用いられるようになって廃れたが、悉曇文字と密教が結びついた日本では守護札・塔婆・石塔・護符などの用途で現代も模倣されている。日本の鳥居は、インドの寺院の入り口にあるトーラナと関係があるという説もあるが、さまざまにある諸説の一つであって確証されているわけではない。
仏教と仏教に密接に結び付いたインド文化は日本文化に大きな影響を与え、それは今日でも感じられ、両国の自然観の親和に結び付いた。さらに、仏教の影響が普遍的にみられる両国の社会は、現在の世界の他の国においては一神教が多いのとは対照的で、アニミズムの宗教である神道と同様、ヒンドゥー教にもアニミズムの要素がみられる。

### 14世紀 - 16世紀
ヨーロッパ人がアジア海域に登場する15世紀末まで、インド洋から南シナ海にかけての交易を主導していたのは、インド出身者を含むムスリム（イスラム教徒）であった。ムスリム商人たちは中国南部の広州・泉州・杭州などの都市に居住地を設けており、その一部が日本にも足を延ばした可能性はある。日本の室町時代に活動した商人の楠葉西忍は、来日した「天竺人」と日本人女性の間に生まれた子である（ただしこの「天竺」がインドを指すとは限らず、諸説がある）。14世紀以降、明の海禁政策を背景として、琉球の貿易船や「倭寇」の船が東南アジア海域における活動を活発化させており、東南アジアでインド系商人と取引をする状況も出現したと考えられている。琉球商人たちは日本の金や銅を積載してマレー半島のマラッカに至り、ベンガル産の布地を買い取っては日本や中国に輸出した。
1498年にヴァスコ・ダ・ガマがインドに到達したのを皮切りに、16世紀にはヨーロッパ人がアジア海域で活動を広げた。1510年にインドの都市ゴアはポルトガルによって占領され、そのインドにおける植民地経営やキリスト教布教の拠点となった。ヨーロッパ人は16世紀半ばに日本へ到達し、日本とインドを結ぶ仲介者に加わることとなった。インドを訪問したことが年代とともにはっきりした日本出身の人物は、最初の日本人キリスト教徒として知られるヤジロウ（アンジロー）である。ヤジロウはマラッカでフランシスコ・ザビエルに出会い、1548年にゴアで洗礼を受けた。1549年、ザビエルやヤジロウらは日本に上陸してキリスト教の布教にあたるが、ザビエル一行の中にはインド人のアマドールがいた。日本人は当初宣教師たちを「天竺人」と認識し（やや遅れて「南蛮人」という認識が広がる）、キリスト教を仏教の一派「天竺宗」と見なした。日本に来航したヨーロッパ船には、ヨーロッパ人以外にもインド人を含むさまざまなルーツを持つ乗員（ヨーロッパでは「ラスカー」Lascar とも総称される）が含まれており、日本では肌の色の濃い人々は大雑把に「黒坊」と呼ばれていた。ルイス・フロイスの『日本史』によれば、1584年の有馬・島津連合軍と竜造寺軍の戦い（沖田畷の戦い参照）に際し、「（アフリカの）カフル人」1人と「マラバル人」（インド人）1人が有馬晴信の軍勢に参加して砲手として活躍したという。
キリスト教徒の迫害が始まると、日本の多くのキリスト教徒はマカオやバタヴィアなど国外に逃れたが、その一部はゴアに逃れた。17世紀の初めの時点で、ゴアには日本人の貿易商や、ポルトガル船で輸送されてきた日本人奴隷によるコミュニティーがあった。

### 17世紀 - 19世紀前半
日本の江戸時代半ばには、西洋を経由した現実的なインド情報も伝えられ、18世紀前半に著された西川如見『華夷通商考』や新井白石『西洋紀聞』『采覧異言』などの書籍は、三国世界観による「天竺」イメージを引き継ぎながらも「応帝亜（インデア）」や「莫臥爾（モウル）」を紹介した。18世紀初頭になると山村才助が『訂正増訳采覧異言』『印度亜志』を著し、蘭学者として収集したインド情報を記している。国名として挙げられる「モウル」はムガル帝国を指すと理解されている。
長崎の異国通詞の中には「モウル通詞」が設けられていた。これに関連して、17世紀後半には「モウル人」の乗った暹羅（シャム）船が来航した、あるいは「モウル人」の船員たちがオランダ船に乗ってシャムに渡ったとする記事が長崎の記録に散見されるが、この場合の「モウル人」はムスリムと解される。1803年には「ベンガル船」が長崎に来航している。
通詞たちが編纂した語彙・会話集『訳詞長短話』に見られる「モウル語」は、ムガル帝国の公用語として文書に用いられていたペルシア語であり、若干のヒンディー語・マレー語語彙なども含まれる。「モウル語」は現代の歴史家が最近まで便宜的に用いてきた呼称であり、原典の『訳詞長短話』で用いられた呼称は（独特な仮名文字で記された）「ハルシイヤのくち」、「ハルシーヤのくち」、「ハルシーヤくち」などである。
17世紀から19世紀にかけての時代（日本の江戸時代、インドのムガル帝国時代）、オランダ東インド会社を介して日本からインドへは大量の銅が（江戸時代前期に幕府が輸出を制限するまでは金・銀も）、インドから日本へはグジャラート産・コロマンデル産の綿布やベンガル産の絹が運ばれた。日本に定着した「更紗」（語源には諸説あるが、インドの語彙が伝わったとされる）、「天竺」（メリヤス編みの生地）や、ベンガル地方原産であることが語源の「ベンガラ縞」、カリカット（現在のコーリコード）が集産地であった「キャラコ」、「サントメ」と呼ばれたコロマンデル地方（代表的な港はチェンナイ）から輸出された「サントメ縞」や「サントメ革」、チャウルで生産された絹布に由来する「茶宇縞」などの名は、これらの品物や技術がインドに由来することを物語る。

## 近代の関係
直接的な交流が始まったのは日本が近代化の過程に入った明治時代（1868年 - 1912年）からである。同時期のインドは、イギリスの植民地（イギリス領インド帝国、1858年 - 1947年）とされていた。1903年には日印協会が設立された。

### 貿易と在日インド人コミュニティ

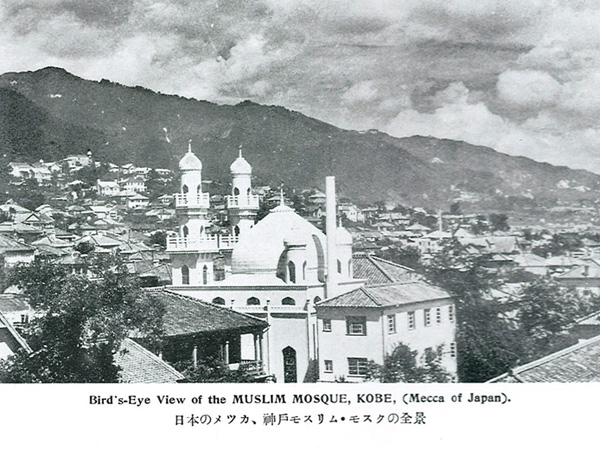
神戸ムスリムモスク

日本には、貿易に従事するインド人が、開港地であった横浜・神戸に多く居住した。横浜への居住は開港後間もなくから、神戸への居住は1885年頃からとされる。
1923年、関東大震災によって横浜が大きな被害を受けると、横浜に暮らしていたインド人は親戚や知人を頼って関西地方に移住し、とくに神戸に集中するようになった（戦前の最盛期には兵庫県に600人あまりのインド人が暮らしていた）。1934年には神戸に日本初のモスクである神戸ムスリムモスクが建設されたが、インド人貿易商が大口寄付者として名を連ねる。1937年には在日本印度商業会議所が神戸で設立されている（第二次世界大戦後の1957年に本部を大阪に移転）。
1930年代前半、日本はインド市場への綿布の輸出を拡大させ、日印間に大きな貿易摩擦が生じた。これは、第二次世界大戦前の日本が抱えた「代表的な貿易摩擦問題」の一つであった。1933年4月、インド政庁はイギリス本国を通じて日印通商条約の破棄を通告するとともに（通告6か月後の1933年10月10日以降に失効可能）、インド産業保障法を制定して通商条約失効後に日本商品全体の輸入の制限を可能とした。日本政府は通商条約失効・産業保障法発動を回避すべく英領インド政庁の間で「（第一次）日印会商」と呼ばれる通商交渉が行うが、これは日本にとっては国際連盟脱退後はじめての個別協定外交となり、ブロック経済化を進めるイギリス本国政府の意向をまじえた交渉となった。1934年1月5日、日本はインド側の案に譲歩する形で「日印新協定」を締結、日印通商条約を再締結して産業保障法の発動を阻止したが、日本の民間は不満が残った。1934年の協定の有効期間は3年であり、1936年より日印間の交渉が行われた（第二次日印会商）。1937年には新たな協定が結ばれ、日印通商条約の効力延長が確認された。第二次協定の期限3年間で、期限は1940年3月31日までであった。
1939年、第二次世界大戦の勃発とともに、インドからの輸入を制限する政策が採られ、インド商人たちは苦境に陥った。インド人たちは商社を閉鎖し、その多くが国外に拠点を移して去った。インド商人は第二次世界大戦後に再び来日することになるが、戦前からの縁故もあり、神戸は長らく日本のインド人コミュティの中心地であった。

### インドの独立運動と日本

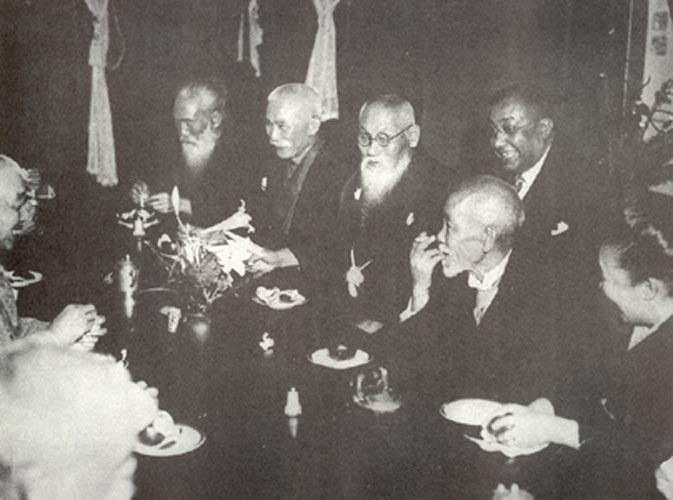
1915年 ラース・ビハーリー・ボース（右から二人目）を称える晩餐会が彼と親しい日本の友人で汎アジア主義者の頭山満（中央）、後の首相犬養毅（頭山の右）らによって催された。

インドと日本の国旗.

20世紀初頭の日本の大国としての台頭はインドでは肯定的に捉えられ、アジアの復活の始まりとして象徴化された。インドでは、戦後の日本の経済の立て直しと素早い経済成長に対して大いなる称賛の声があがった。両国の著名な人物はその時から増え、歴史的書物によれば、日本の哲学者岡倉天心とインドの作家ラビンドラナート・タゴール、岡倉とベンガルの詩人プリヤムヴァダ・バネルジーの間に友情が芽生えた。大英帝国の一部であった時代、多くのインド人がイギリスの統治に憤っていた。1923年8月17日、日英同盟は終焉した。
多くのインドの独立運動の活動家はイギリスの統治から逃れ、日本に滞在していた。インド独立運動の指導者であるラース・ビハーリー・ボースは日印関係の礎を築いた。後に首相となった犬養毅や汎アジア主義者である頭山満や大川周明らの日本人はインド独立運動を支援した。インドから留学していたA.M.ナイルは独立運動の活動家になった。ナイルは戦中はスバス・チャンドラ・ボースから、戦後はラダ・ビノード・パール判事からの援助を受けていた。
1899年に東京帝国大学はサンスクリット語科とパーリ語科を開設し、さらに1903年には比較宗教学科が開設された。このような環境の下、20世紀初頭には数多くのインド人留学生が日本に渡り、1900年、東方青年協会を設立した。ロンドンの目撃者から伝えられた彼らインド人留学生の反英的な政治活動はインド政府を狼狽させた。

## 第二次世界大戦中の関係

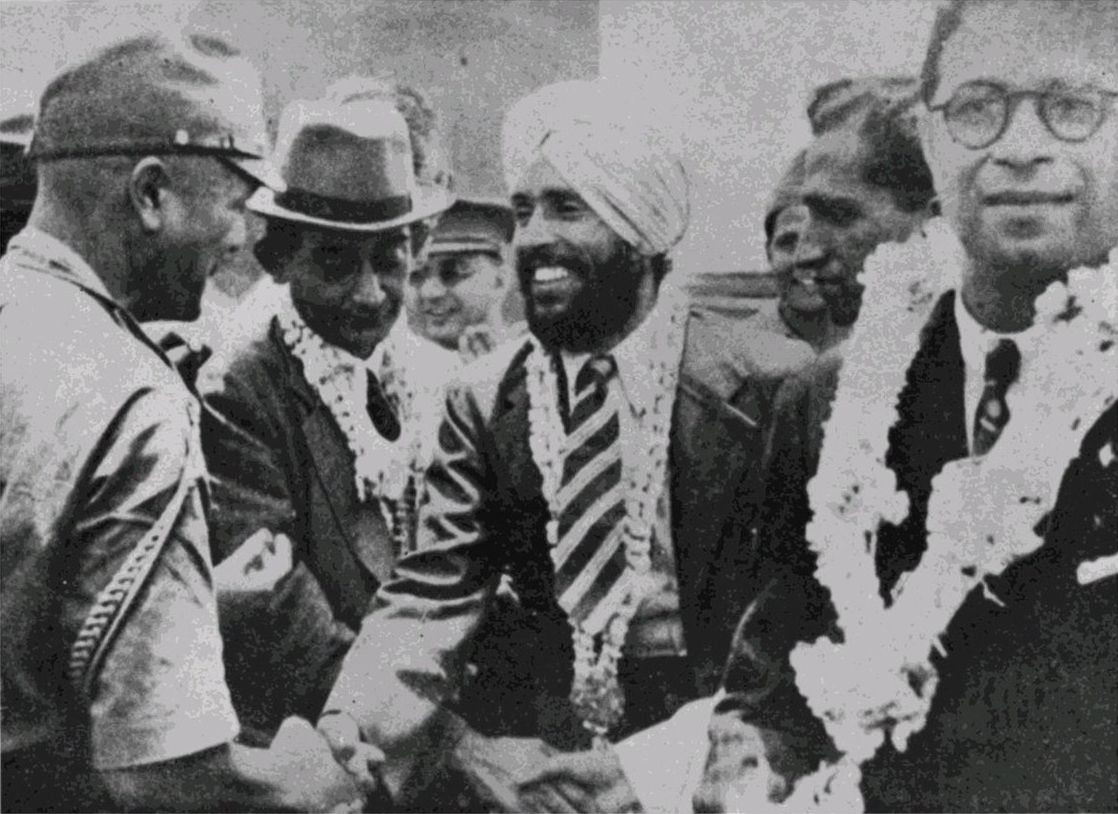
1942年4月、日本の藤原岩市中佐を迎えるインド国民軍のシン将軍

インドと日本はインドの独立運動の間も深く結びついていた。同盟は日本の牟田口廉也中将と東條英機陸軍大臣、イギリスからのインドの独立運動に献身していた闘争運動である自由インド仮政府とインド国民軍を率いるスバス・チャンドラ・ボースとの会談から生まれた。インド国民軍は、主に日本軍がシンガポール陥落時に捕えた英印軍の捕虜と日本の戦争に加わることを決意した東南アジアのインド人から構成されていた。ボースはインド国民軍がインドでのあらゆる作戦に参加することを切望し、牟田口など数人の日本人が予想していたように、英領インドの崩壊と独立運動の勝利を確信していた。日本にとって彼らの西側の国境線がより友好的な政府によって管理されるという考えは魅力的なものだった。日本のアジア膨張はアジア人によるアジアの政府を支援する努力の一環であり、西洋の植民地主義と対決するものであるというアイデアもまた日本と一致していた。
日本政府はインドの独立闘争の間もインド国民軍とインド独立連盟に対する広範囲にわたる支援を拡大した。インドと日本はインドの独立戦争に対する資金援助の協定を結ぶことで合意した。 日本がインドに対し侵略の意図があったのかどうかは定かでない。日本の政府にとって彼らの西側の国境線がより友好的な政府（つまりイギリスではなくインド）によって管理されるというのは魅力的なものだった。 日本軍は多くの戦闘においてインド国民軍とともに戦った。その中で最も著名なものはマニプルにおけるウ号作戦である。戦いはインパールとコヒマにおいて始まり、日本とその同盟国はそれらを占領したが、その後奪い返された。1943年、インドと日本は他のアジアの国々とともに大東亜会議に参加し、人種差別の撤廃に向けて努力していくことを宣言した。イギリスの統治下にあったアンダマン諸島とニコバル諸島は日本によってインドへ返還された。1944年、スバス・チャンドラ・ボースは将来のパイロットとして訓練するため、インドの青年を日本の陸軍士官学校または陸軍航空士官学校へと送った。

## 現代の関係
極東国際軍事裁判で、インドのラダ・ビノード・パール判事は、後にジャワハルラール・ネルーを筆頭とするインド新政府との対立関係が生まれてしまったが、日本の戦争犯罪をある程度は認めつつも、国際法上の問題から、結果的に日本の無罪を主張する内容の意見書を発表。このエピソードは、一部の論客を中心として、インドと日本の親密さの象徴であると主張されている。
1949年、敗戦で落ち込んだ日本を励ますため、インドは上野動物園に二匹の象を贈った。
日本人には、インドが日本の主権と独立が限定的であったことを懸念し、1951年にサンフランシスコ講和会議への出席を拒否したことについて、現在も覚えている者もいる。日本の主権回復後、日本とインドは講和条約に調印し、1952年4月28日、国交を樹立した。その中でインドは日本に対する賠償をすべて放棄した。この条約は日本が第二次大戦直後に調印した講和条約の一つである。インドと日本の間の外交、貿易、経済、そして技術的関係はすべて首尾よく築かれた。インドの鉄鉱石は荒廃した大戦後の日本の復興に役立った。その後、1957年に日本の岸信介首相はインドを訪問し、1958年、日本政府は初となるインドに対する円借款を開始
同年には、ラージェーンドラ・プラサード大統領が国賓として来日した。しかし、冷戦下の国際政治により、両国の関係はぎこちないものになった。インドは非同盟の外交政策を貫いたが、日本は大戦後の同盟関係の再構築の結果、アメリカの同盟国となった。しかし、1980年代以降、二国間関係を強化する努力が払われた。インドの「ルック・イースト政策」は日本を重要なパートナーとして位置付けていた。1986年以後、日本はインドの最大の援助供与国となり、今でもそうである。
両国の関係は1998年のインドのポカランにおける核実験によって停滞した。日本は核実験後、インドとの政治的な交流や経済援助の削減を含む制裁を課した。これらの制裁は3年後解除された。この頃より両国の二国間関係は再び加速度をつけて改善した。
2006年、第一次安倍政権時代にインドのマンモハン・シン首相が訪日。その際、安倍首相との間で毎年交互に両国の首相が相手国を訪問することを約束が行われた。これ以降、毎年とまではいかないまでも日本の首相の訪印、インド首相の来日が頻繁に行われるようになった。
2013年11月30日、インド政府からの招請により、日本の天皇皇后（当時。令和時代の上皇・上皇后）は53年ぶりの歴史的訪問を果たした。2014年現在、日印両国は互いを重要視している。2014年1月26日、インドは安倍晋三首相を共和国記念日に招待した。インド政府は例年、関係強化を目指す相手国の首脳を共和国記念日に招待するのが通例となっている。インドの新聞ザ・タイムズ・オブ・インディアは、日印関係を「最も重要」としている。
2015年3月30日にインドのパリカル国防相が日本の安倍首相と会談した際に、「日印関係の強化はインドでは政党を超えて強い支持を得ている」と述べた通り、日印は政権が交代しても友好関係を保つ間柄となっている。

### 経済
2000年8月、日本の森喜朗首相はインドを訪問した。会談において、日本とインドは「21世紀における日印グローバルパートナーシップ」を構築することで合意した。2001年12月、インドのアタル・ビハーリー・ヴァージペーイー首相は日本を訪問し、両国の首相はハイレベル対話や経済協力、軍事、反テロリズム協力を含む「日印共同宣言」を発表した。2005年4月、日本の小泉純一郎首相はインドを訪問し、インドのマンモハン・シン首相とともに、「アジア新時代における日印パートナーシップ～日印グローバルパートナーシップの戦略的方向性」と題する共同声明に署名した。
日本は現在、インドに対し第3位の海外直接投資を行っており、1991年以降、日本企業が行った対印投資の累積額はおよそ2600億ドルに上る。日本銀行がまとめた2007年の国際協力に関する年次報告書によると、インドは日本企業にとって長期的に最も有望な海外投資先であるとしている。近年、日本はデリー・メトロ計画のようなインドのインフラ開発計画を支援している。両国はまた、デリー・ムンバイ間産業大動脈構想やデリー・ムンバイ間、デリー・ハウラー間に貨物専用鉄道を建設する計画についても話し合っている。
2008年10月、日本はデリー・ムンバイ間を結ぶ鉄道建設事業に4500億ドルの低金利の融資を供与することでインドと合意した。これは日本による海外における融資で単独の計画としては過去最大であり、両国の経済的なパートナーシップの成長を反映したものである。インドは日本がオーストラリアと行ったと同様の安全保障協力に関する共同宣言をおこなった国である。2006年3月の時点において、インドにとって日本は第3の投資国であり、投資総額は21億2000万ドルに上ると推定される。
2009年後半、ソフトブリッジソリューションズジャパンの吉田賢一は、インド人の技術者は日本のIT産業の屋台骨になってきており、「日本の産業界にとってインドと協力すること重要になっている」と語った。2009年11月、日本の製鉄企業であるJFEスチールは、西ベンガルに合弁で工場を設立するため、インド第3位の製鉄企業であるJSWスチールと提携することで合意した。
2010年にマンモハン・シン首相が日本を訪問した際、菅直人首相と会談を行い、両国はビジネスの交流を拡大させていくことや人的交流、両国の市民のビザ発行手続きを緩和する了解覚書に署名することで合意した。 覚書の下、インドにビジネスで渡航する日本人に対して3年間有効なビザが発行される予定で、同様の手続きは日本でも行われる。この訪問のもうひとつのハイライトは両国の貿易における関税が次の十年間で94%が廃止されることである。 合意によると、日本からインドへの輸出の90%とインドから日本への輸出の97%の関税が廃止される。両国間の貿易もまた着実に増えている。
| 年                     | 2001 | 2002 | 2003 | 2004 | 2005 | 2006 | 2007 |
| ---------------------- | ---- | ---- | ---- | ---- | ---- | ---- | ---- |
| インドから日本への輸出 | 2.2  | 2.1  | 2.2  | 2.6  | 3.2  | 4.1  | 4.1  |
| 日本からインドへの輸出 | 1.9  | 1.9  | 2.4  | 3.0  | 3.5  | 4.5  | 6.1  |

(単位：10億ドル)
2010年10月26日、日本とインドは包括的経済パートナシップ協定について話し合うことで合意した。

### 軍事

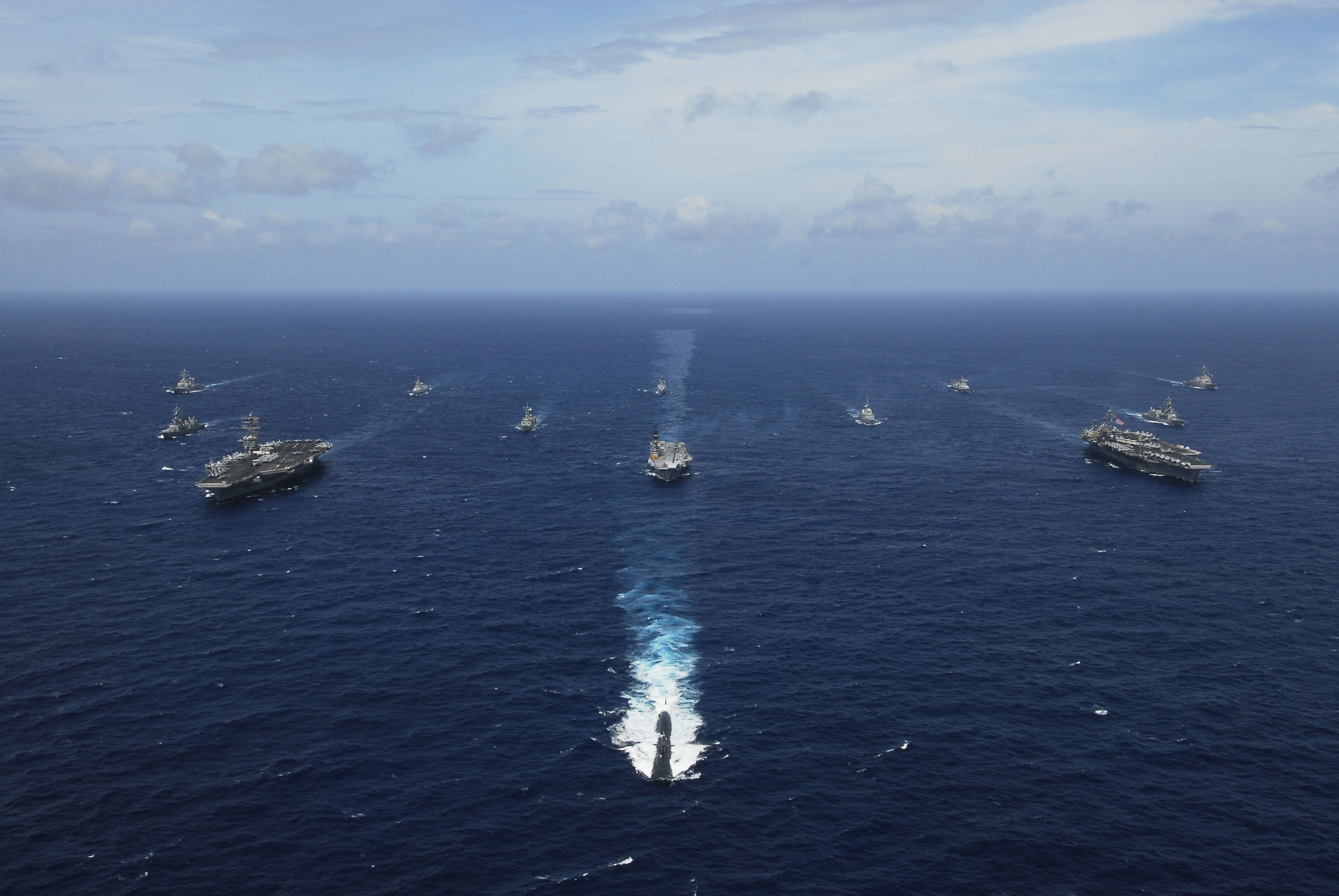
2007年、海上自衛隊とインド海軍はインドの西海岸での合同演習「マラバール2007」に参加し、そのような多国間演習への日本の参加はインドと日本の緊密な軍事協力を象徴している。

インドと日本は緊密な軍事的関係をも築いている。彼らはアジア太平洋およびインド洋における安全保障を維持する利害を共有しており、国際犯罪、テロリズム、海賊行為、大量破壊兵器の不拡散の分野で協力している。両国は頻繁に合同軍事演習と技術協力を行っている。2008年10月22日、インドと日本は安全保障共同宣言に署名した。

### 文化
日本とインドは強い文化的なつながりを維持している。両国は2007年を日印友好年とすることを発表し、インドと日本双方において文化的イベントを開催した。
20世紀中ごろには、共に「黄金時代」を迎えた両国の映画を通じたさらなる文化的交流が起こった。サタジット・レイやグル・ダット、ラジニカーントの映画は日本の映画に影響を与え、黒澤明や小津安二郎、清水崇の映画は同様にインドの映画に影響を与えた。
1970年代頃からインド出身のタイガー・ジェット・シンが日本プロレス界で活躍し、当時人気だったプロレスを大いに賑わせた。
手塚治虫は、1972年から1983年に仏陀の生涯を描いた漫画『ブッダ』を描いた。近年、日本はまた、古代の仏教徒の学問の中心であったナーランダ大学の再建を支援しており、財政支援を供与することに合意し、近年インド政府が提案とともにアプローチしている。

## 外交使節

### 駐日インド大使
| 代           | 氏名                                                           | 在任期間                | 官職名       | 備考                               |
| ------------ | -------------------------------------------------------------- | ----------------------- | ------------ | ---------------------------------- |
|              | ベネガル・ラーマ・ラウ                                         | 1947年 - 1948年         | 連絡施設団長 |                                    |
|              | ビレンドラ・ナラヤン・チャクラボルティー                       | 1948年 - 1949年         | 連絡施設団長 |                                    |
|              | K・K・チェトゥール                                             | 1950年 - 1952年         | 連絡施設団長 |                                    |
| 日印国交樹立 |                                                                |                         |              |                                    |
| 1            | K・K・チェトゥール                                             | 1952年                  | 特命全権大使 | 信任状捧呈は5月7日                 |
| 2            | M・A・ラウフ                                                   | 1952年 - 1954年         | 特命全権大使 | 信任状捧呈は10月16日               |
|              | ランビル・シン                                                 | 1953年                  | 臨時代理大使 |                                    |
|              | A・K・ダー                                                     | 1954年 - 1955年         | 臨時代理大使 |                                    |
| 3            | ビナイ・ランジャン・セン                                       | 1955年 - 1956年         | 特命全権大使 | 信任状捧呈は3月10日                |
|              | G・J・マリク                                                   | 1955年 - 1957年         | 臨時代理大使 |                                    |
| 4            | チャンドラ・シェクハール・ジャー                               | 1957年 - 1959年         | 特命全権大使 | 信任状捧呈は5月14日                |
| 5            | シリー・チャンドレシュワール・プラサド・ナライン・シン         | 1959年 - 1960年         | 特命全権大使 | 信任状捧呈は3月24日                |
|              | P・K・バナジー                                                 | 1960年                  | 臨時代理大使 |                                    |
| 6            | ラルヂ・メロトラ                                               | 1960年 - 1964年         | 特命全権大使 | 信任状捧呈は7月29日                |
|              | P・K・バナジー                                                 | 1960年 - 1961年         | 臨時代理大使 |                                    |
|              | P・K・グハ                                                     | 1961年 - 1962年、1963年 | 臨時代理大使 |                                    |
|              | ジョティンドラ・ナート・ディキシット                           | 1964年 - 1965年         | 臨時代理大使 |                                    |
| 7            | バドルッディン・ファイズ・ハサン・バドルッディン・ティアブジー | 1965年 - 1967年         | 特命全権大使 | 信任状捧呈は4月7日                 |
| 8            | シシール・クマール・バネルジー                                 | 1967年 - 1970年         | 特命全権大使 | 信任状捧呈は11月21日               |
| 9            | ヴィンセント・ハーバート・コエリオ                             | 1970年 - 1972年         | 特命全権大使 | 信任状捧呈は7月10日                |
| 10           | ティルヴェンガダ・タン                                         | 1972年 - 1975年         | 特命全権大使 | 信任状捧呈は12月27日               |
| 11           | エリク・ゴンザルヴェス                                         | 1975年 - 1978年         | 特命全権大使 | 信任状捧呈は9月25日                |
| 12           | アヴタール・シン                                               | 1978年 - 1979年         | 特命全権大使 | 信任状捧呈は7月10日                |
| 13           | ヴィシュヌ・カリアンダス・アフジャ                             | 1979年 - 1980年         | 特命全権大使 | 信任状捧呈は1980年1月14日          |
| 14           | キザケ・パラート・シャンカラ・メノン                           | 1981年 - 1985年         | 特命全権大使 | 信任状捧呈は9月18日                |
| 15           | アナンタナラヤナ・マーダヴァン                                 | 1985年 - 1988年         | 特命全権大使 | 信任状捧呈は4月23日                |
| 16           | アルジュン・ゴビンドラム・アスラ二                             | 1988年 - 1992年         | 特命全権大使 | 信任状捧呈は6月21日                |
| 17           | プラカッシュ・シャー                                           | 1992年 - 1995年         | 特命全権大使 | 信任状捧呈は12月1日                |
| 18           | クルデイーブ・サハデーヴ                                       | 1995年 - 1997年         | 特命全権大使 | 信任状捧呈は4月4日                 |
| 19           | シッダールタ・シン                                             | 1997年 - 2000年         | 特命全権大使 | 信任状捧呈は6月25日                |
|              | スブラマニヤム・ジャイシャンカル                               | 2000年                  | 臨時代理大使 | 現インド外務大臣                   |
| 20           | アフターブ・セット                                             | 2000年 - 2003年         | 特命全権大使 | 信任状捧呈は11月7日 旭日大綬章受章 |
|              | ビレン・ナンダ                                                 | 2003年                  | 臨時代理大使 |                                    |
| 21           | マニラール・トリパティー                                       | 2003年 - 2006年         | 特命全権大使 | 信任状捧呈は2004年1月15日          |
| 22           | ヘマント・クリシャン・シン                                     | 2006年 - 2010年         | 特命全権大使 | 信任状捧呈は7月25日 旭日大綬章受章 |
|              | サンジャイ・クマール・パンダ                                   | 2011年                  | 臨時代理大使 |                                    |
| 23           | アロク・プラサド                                               | 2011年 - 2012年         | 特命全権大使 | 信任状捧呈は4月15日                |
|              | サンジャイ・クマール・パンダ                                   | 2012年                  | 臨時代理大使 |                                    |
| 24           | ディーパ・ゴパラン・ワドゥワ                                   | 2012年 - 2015年         | 特命全権大使 | 信任状捧呈は11月6日 旭日大綬章受章 |
| 25           | スジャン・ロメーシュチャンドラ・チノイ                         | 2015年 - 2018年         | 特命全権大使 | 信任状捧呈は2016年3月30日          |
|              | ラージ・クマール・スリヴァスタヴァ                             | 2019年                  | 臨時代理大使 |                                    |
| 26           | サンジェイ・クマール・ヴァルマ                                 | 2019年 - 2022年         | 特命全権大使 | 信任状捧呈は1月17日                |
|              | マヤンク・ジョシ                                               | 2022年                  | 臨時代理大使 |                                    |
| 27           | シビ・ジョージ                                                 | 2022年 -                | 特命全権大使 | 信任状捧呈は2023年1月19日          |